# Terry Dowdall
Pour les articles homonymes, voir Dowdall.
Terry Dowdall est un homme politique canadien en Ontario. Il représente la circonscription fédérale ontarienne de Simcoe—Grey à titre de député conservateur depuis 2019,.
Dowdall entame une carrière publique en siégeant comme maire d'Essa (en).